# Deadly Games
Deadly Games è una serie televisiva statunitense in 13 episodi trasmessi per la prima volta nel corso di una sola stagione dal 1995 al 1996.
È una serie di fantascienza incentrata sulle vicende di alcuni personaggi di videogiochi che prendono vita rievocando nel mondo reale i loro piani mortali di distruzione e dominio del mondo.

## Personaggi e interpreti

### Personaggi principali
- Gus Lloyd (13 episodi, 1995-1997), interpretato da James Calvert.
- Lauren Ashborne (13 episodi, 1995-1997), interpretata da Cynthia Gibb.
- Peter Rucker (13 episodi, 1995-1997), interpretato da Stephen Kay.
- Jordan Kenneth Lloyd (13 episodi, 1995-1997), interpretato da Christopher Lloyd.

### Personaggi secondari
- Detective Dorn (4 episodi, 1995-1997), interpretato da Sam McMurray.
- Harry Helstrom (2 episodi, 1995), interpretato da Tony Carreiro.
- Dottoressa Judy Chang (2 episodi, 1995), interpretata da Page Leong.
- Il cameriere (2 episodi, 1995-1997), interpretato da Chad Cox.
- Terri (2 episodi, 1995), interpretata da Janet Gunn.
- Chuck Manley (2 episodi, 1995), interpretato da Anthony Michael Hall.
- Amber (2 episodi, 1995), interpretata da Kathy Ireland.
- Sid Julius (2 episodi, 1995), interpretato da Joe Ochman.
- Grease Monkey (2 episodi, 1995), interpretato da Michael Earl Reid.
- Sophie Lloyd (2 episodi, 1995), interpretata da Cheryl Richardson.
- Chip Bradley (2 episodi, 1995), interpretato da Hank Stratton.
- Capitano (2 episodi, 1995), interpretato da Joseph Whipp.

## Produzione
La serie, ideata da Paul Bernbaum, S. S. Schweitzer e Anthony Spinner, fu prodotta da William S. Kerr e Donald L. Gold per la Paramount Television, la Rumbleseat Productions, la Shaken, la Not Stirred Productions e la Viacom Productions e girata in California. Le musiche furono composte da Dennis McCarthy.

### Registi
Tra i registi sono accreditati:
- Jim Charleston in 3 episodi (1995)
- Christopher Hibler in 2 episodi (1995)
- Christian I. Nyby II in 2 episodi (1995)

### Sceneggiatori
Tra gli sceneggiatori sono accreditati:
- Paul Bernbaum in 7 episodi (1995-1997)
- Jack Bernstein in 2 episodi (1995)
- Lee Goldberg in 2 episodi (1995)
- William Rabkin in 2 episodi (1995)
- S.S. Schweitzer in 2 episodi (1995)
- Anthony Spinner in 2 episodi (1995)

## Distribuzione
La serie fu trasmessa negli Stati Uniti dal 5 settembre 1995 al 9 gennaio 1996 sulla rete televisiva UPN.
Alcune delle uscite internazionali sono state:
- in Germania il 10 aprile 1997 (Tödliches Spiel)
- in Svezia il 24 settembre 1997
- in Finlandia (Deadly Games)

## Episodi
| Stagione       | Episodi | Prima TV USA |
| -------------- | ------- | ------------ |
| Prima stagione | 13      | 1995-1996    |